# Lee Camp
Lee Michael John Camp (Derby, 22 agosto 1984) è un ex calciatore inglese naturalizzato nordirlandese, di ruolo portiere.

## Carriera

### Club
Nella sessione di mercato invernale 2013 rescinde il proprio contratto con il Nottingham Forest e approda al Norwich City. Fa il suo esordio con Norwich City il 17 marzo 2013 nella partita di Barclays Premier League tra il Sunderland e i Canaries. A fine stagione il suo contratto non viene rinnovato. Il 4 gennaio 2014 firma un contratto di due anni e mezzo con il Bournemouth.

### Nazionale
Dopo aver giocato nelle nazionali giovanili inglesi, ha esordito con la Nazionale nordirlandese il 25 marzo 2011 contro la Serbia in una gara valida per le qualificazioni all'Europeo 2012.

## Statistiche

### Presenze e reti nei club
Statistiche aggiornate al 26 novembre 2016.
| Stagione                 | Squadra                  | Campionato               | Campionato | Campionato | Coppe nazionali | Coppe nazionali | Coppe nazionali | Coppe continentali | Coppe continentali | Coppe continentali | Altre coppe | Altre coppe | Altre coppe | Totale | Totale |
| Stagione                 | Squadra                  | Comp                     | Pres       | Reti       | Comp            | Pres            | Reti            | Comp               | Pres               | Reti               | Comp        | Pres        | Reti        | Pres   | Reti   |
| ------------------------ | ------------------------ | ------------------------ | ---------- | ---------- | --------------- | --------------- | --------------- | ------------------ | ------------------ | ------------------ | ----------- | ----------- | ----------- | ------ | ------ |
| 2004-2005                | Derby County             | FLC                      | 45+2       | -58 + -2   | FACup+CdL       | 3+1             | -6 + -3         | -                  | -                  | -                  | -           | -           | -           | 51     | -69    |
| 2005-2006                | Derby County             | FLC                      | 41         | -57        | FACup+CdL       | 1+0             | -3              | -                  | -                  | -                  | -           | -           | -           | 42     | -60    |
| ago. 2006                | Derby County             | FLC                      | 2          | -6         | FACup+CdL       | 0+1             | 0               | -                  | -                  | -                  | -           | -           | -           | 3      | -6     |
| ago. 2006-feb. 2007      | Norwich City             | FLC                      | 3          | -4         | FACup+CdL       | 0               | 0               | -                  | -                  | -                  | -           | -           | -           | 3      | -4     |
| feb.-apr. 2007           | QPR                      | FLC                      | 11         | -11        | FACup+CdL       | -               | -               | -                  | -                  | -                  | -           | -           | -           | 11     | -11    |
| apr.-giu. 2007           | Derby County             | FLC                      | 1          | -2         | FACup+CdL       | -               | -               | -                  | -                  | -                  | -           | -           | -           | 1      | -2     |
| Totale Derby County      | Totale Derby County      | Totale Derby County      | 89+2       | -123 + -2  |                 | 6               | -12             |                    | -                  | -                  |             | -           | -           | 97     | -137   |
| 2007-2008                | QPR                      | FLC                      | 46         | -66        | FACup+CdL       | 1+1             | -1 + -2         | -                  | -                  | -                  | -           | -           | -           | 48     | -69    |
| set.-ott. 2008           | QPR                      | FLC                      | 0          | 0          | FACup+CdL       | 0+1             | -2              | -                  | -                  | -                  | -           | -           | -           | 1      | -2     |
| ott. 2008-gen. 2009      | Nottingham Forest        | FLC                      | 15         | -18        | FACup+CdL       | -               | -               | -                  | -                  | -                  | -           | -           | -           | 15     | -18    |
| gen.-giu. 2009           | QPR                      | FLC                      | 4          | -5         | FACup+CdL       | 0               | 0               | -                  | -                  | -                  | -           | -           | -           | 4      | -5     |
| Totale QPR               | Totale QPR               | Totale QPR               | 61         | -82        |                 | 3               | -5              |                    | -                  | -                  |             | -           | -           | 64     | -87    |
| 2009-2010                | Nottingham Forest        | FLC                      | 45+2       | -38 + -6   | FACup+CdL       | 2+0             | -1              | -                  | -                  | -                  | -           | -           | -           | 49     | -45    |
| 2010-2011                | Nottingham Forest        | FLC                      | 46+2       | -50 + -3   | FACup+CdL       | 2+1             | -4 + -2         | -                  | -                  | -                  | -           | -           | -           | 51     | -59    |
| 2011-2012                | Nottingham Forest        | FLC                      | 46         | -63        | FACup+CdL       | 2+2             | -4 + -5         | -                  | -                  | -                  | -           | -           | -           | 50     | -72    |
| 2012-gen. 2013           | Nottingham Forest        | FLC                      | 26         | -35        | FACup+CdL       | 1+1             | -3 + -4         | -                  | -                  | -                  | -           | -           | -           | 28     | -42    |
| Totale Nottingham Forest | Totale Nottingham Forest | Totale Nottingham Forest | 178+4      | -204 + -9  |                 | 11              | -23             |                    | -                  | -                  |             | -           | -           | 193    | -236   |
| gen.-giu. 2013           | Norwich City             | PL                       | 3          | -4         | FACup+CdL       | 0               | 0               | -                  | -                  | -                  | -           | -           | -           | 3      | -4     |
| Totale Norwich City      | Totale Norwich City      | Totale Norwich City      | 6          | -8         |                 | 0               | 0               |                    | -                  | -                  |             | -           | -           | 6      | -8     |
| 2013-2014                | Bournemouth              | FLC                      | 33         | -39        | FACup+CdL       | 1+0             | -2              | -                  | -                  | -                  | -           | -           | -           | 34     | -41    |
| 2014-2015                | Bournemouth              | FLC                      | 9          | -10        | FACup+CdL       | 2+2             | -3 + -1         | -                  | -                  | -                  | -           | -           | -           | 13     | -14    |
| Totale Bournemouth       | Totale Bournemouth       | Totale Bournemouth       | 42         | -49        |                 | 5               | -6              |                    | -                  | -                  |             | -           | -           | 47     | -55    |
| 2015-2016                | Rotherham Utd            | FLC                      | 41         | -58        | FACup+CdL       | 1+0             | -2              | -                  | -                  | -                  | -           | -           | -           | 42     | -60    |
| 2016-2017                | Rotherham Utd            | FLC                      | 18         | -42        | FACup+CdL       | 0               | 0               | -                  | -                  | -                  | -           | -           | -           | 18     | -42    |
| Totale Rotherham Utd     | Totale Rotherham Utd     | Totale Rotherham Utd     | 59         | -100       |                 | 1               | -2              |                    | -                  | -                  |             | -           | -           | 60     | -102   |
| Totale carriera          | Totale carriera          | Totale carriera          | 435+6      | -566 + -11 |                 | 26              | -48             |                    | -                  | -                  |             | -           | -           | 467    | -625   |

### Cronologia presenze e reti in nazionale
| Cronologia completa delle presenze e delle reti in nazionale ― Irlanda del Nord | Cronologia completa delle presenze e delle reti in nazionale ― Irlanda del Nord | Cronologia completa delle presenze e delle reti in nazionale ― Irlanda del Nord | Cronologia completa delle presenze e delle reti in nazionale ― Irlanda del Nord | Cronologia completa delle presenze e delle reti in nazionale ― Irlanda del Nord | Cronologia completa delle presenze e delle reti in nazionale ― Irlanda del Nord | Cronologia completa delle presenze e delle reti in nazionale ― Irlanda del Nord | Cronologia completa delle presenze e delle reti in nazionale ― Irlanda del Nord |
| Data                                                                            | Città                                                                           | In casa                                                                         | Risultato                                                                       | Ospiti                                                                          | Competizione                                                                    | Reti                                                                            | Note                                                                            |
| ------------------------------------------------------------------------------- | ------------------------------------------------------------------------------- | ------------------------------------------------------------------------------- | ------------------------------------------------------------------------------- | ------------------------------------------------------------------------------- | ------------------------------------------------------------------------------- | ------------------------------------------------------------------------------- | ------------------------------------------------------------------------------- |
| 25-3-2011                                                                       | Belgrado                                                                        | Serbia                                                                          | 2 – 1                                                                           | Irlanda del Nord                                                                | Qual. Euro 2012                                                                 | -2                                                                              |                                                                                 |
| 29-3-2011                                                                       | Lurgan                                                                          | Irlanda del Nord                                                                | 0 – 0                                                                           | Slovenia                                                                        | Qual. Euro 2012                                                                 | -                                                                               |                                                                                 |
| 10-8-2011                                                                       | Belfast                                                                         | Irlanda del Nord                                                                | 4 – 0                                                                           | Fær Øer                                                                         | Qual. Euro 2012                                                                 | -                                                                               |                                                                                 |
| 2-9-2011                                                                        | Lurgan                                                                          | Irlanda del Nord                                                                | 0 – 1                                                                           | Serbia                                                                          | Qual. Euro 2012                                                                 | -1                                                                              |                                                                                 |
| 6-9-2011                                                                        | Tallinn                                                                         | Estonia                                                                         | 4 – 1                                                                           | Irlanda del Nord                                                                | Qual. Euro 2012                                                                 | -4                                                                              |                                                                                 |
| 7-10-2011                                                                       | Belfast                                                                         | Irlanda del Nord                                                                | 1 – 2                                                                           | Estonia                                                                         | Qual. Euro 2012                                                                 | -2                                                                              | 75’                                                                             |
| 29-2-2012                                                                       | Belfast                                                                         | Irlanda del Nord                                                                | 0 – 3                                                                           | Norvegia                                                                        | Amichevole                                                                      | -3                                                                              |                                                                                 |
| 2-6-2012                                                                        | Amsterdam                                                                       | Paesi Bassi                                                                     | 6 – 0                                                                           | Irlanda del Nord                                                                | Amichevole                                                                      | -4                                                                              | 46’                                                                             |
| 15-8-2012                                                                       | Belfast                                                                         | Irlanda del Nord                                                                | 3 – 3                                                                           | Finlandia                                                                       | Amichevole                                                                      | -1                                                                              | 46’                                                                             |
| Totale                                                                          |                                                                                 | Presenze                                                                        | 9                                                                               |                                                                                 | Reti                                                                            | -17                                                                             |                                                                                 |

## Palmarès

### Club

#### Competizioni nazionali
- Football League Championship: 1

Bournemouth: 2014-2015

### Individuale
- PFA Football League Championship Team of the Year: 1[8]

2009-2010